# Ismaïl Al Hammadi
Ismaïl Salem Al Hammadi (arabe : إسماعيل الحمادي), né le 1er juillet 1988 à Dubaï aux Émirats arabes unis, est un joueur de football international émirati, qui évolue au poste de milieu de terrain.

## Biographie

### Carrière en sélection
Avec l'équipe des Émirats arabes unis, il joue 70 matchs (pour 10 buts inscrits) depuis 2007. Il figure notamment dans le groupe des sélectionnés lors de la Coupe d'Asie des nations de 2011.
Il dispute également les Jeux olympiques de 2012. Lors du tournoi olympique, il joue contre l'Uruguay et le Sénégal.

## Palmarès
Al Ahli
| - Championnat des Émirats arabes unis (3) : - Champion : 2009, 2014 et 2016. - Coupe des Émirats arabes unis (2) : - Vainqueur : 2008 et 2013. |  | - Supercoupe des Émirats arabes unis (2) : - Vainqueur : 2008 et 2013. - Finaliste : 2009. |

### En sélection nationale
- Troisième de la Coupe d'Asie 2015.